# Shadowboxer
Shadowboxer è un thriller statunitense del 2005 diretto da Lee Daniels con protagonisti Helen Mirren e Cuba Gooding Jr..

## Trama
Mikey e Rose sono amanti nonostante la differenza d'età, inoltre sono spietati killer a contratto. Rose scopre di essere malata e, prima di venire divorata dal cancro, decide di accettare un ultimo incarico, eliminare Vickie, la moglie di Clayton, un boss della malavita. I due amanti scoprono però che Vickie è incinta e Rose la considera una possibilità di redenzione, così scappano con Vickie e il bambino, nato in seguito, braccati da Clayton.